# Alan Hodgkinson
Alan Hodgkinson MBE (Sheffield, 16 d'agost de 1936 - 8 de desembre de 2015) va ser un futbolista britànic que jugava en la demarcació de porter.

## Internacional
Va jugar un total de cinc partits amb la selecció de futbol d'Anglaterra. Va debutar el 6 d'abril de 1957 en un partit del British Home Championship contra Escòcia. A més va disputar tres partits de classificació per a la Copa Mundial de Futbol de 1958. El seu últim partit amb el combinat anglès el va jugar el 23 de novembre de 1960 contra Gal·les en un matx del British Home Championship. A més va ser convocat per Walter Winterbottom per disputar el mundial de 1958 i el de 1962, encara que no va arribar a jugar cap partit en cap dels dos torneigs, ja que el lloc de porter titular el van exercir Colin McDonald i Ron Springett respectivament.

### Participacions en Copes del Món
| Mundial                        | Seu    | Resultat        | Partits | Gols |
| ------------------------------ | ------ | --------------- | ------- | ---- |
| Copa Mundial de Futbol de 1958 | Suècia | Fase de grups   | 0       | 0    |
| Copa Mundial de Futbol de 1962 | Xile   | Quarts de final | 0       | 0    |

## Partits
| Temporada | Divisió         | Lliga | FA Cup | FL Cup | Altres partits | Total |
| --------- | --------------- | ----- | ------ | ------ | -------------- | ----- |
| 1954―55   | First Division  | 11    | 0      | 0      | 0              | 11    |
| 1955―56   | First Division  | 4     | 0      | 0      | 0              | 4     |
| 1956―57   | Second Division | 17    | 3      | 0      | 0              | 20    |
| 1957―58   | Second Division | 36    | 4      | 0      | 2              | 42    |
| 1958―59   | Second Division | 42    | 6      | 0      | 2              | 50    |
| 1959―60   | Second Division | 39    | 4      | 0      | 3              | 46    |
| 1960―61   | Second Division | 41    | 7      | 1      | 0              | 49    |
| 1961―62   | First Division  | 40    | 6      | 7      | 0              | 53    |
| 1962―63   | First Division  | 40    | 3      | 1      | 0              | 44    |
| 1963―64   | First Division  | 35    | 3      | 1      | 0              | 39    |
| 1964―65   | First Division  | 40    | 3      | 1      | 2              | 46    |
| 1965―66   | First Division  | 41    | 2      | 1      | 1              | 45    |
| 1966―67   | First Division  | 42    | 4      | 5      | 3              | 54    |
| 1967―68   | First Division  | 41    | 3      | 1      | 0              | 45    |
| 1968―69   | Second Division | 42    | 1      | 1      | 3              | 47    |
| 1969―70   | Second Division | 41    | 2      | 3      | 2              | 48    |
| 1970―71   | Second Division | 24    | 1      | 2      | 4              | 31    |
| Total     | Total           | 576   | 52     | 24     | 23             | 675   |

## Trajectòria com a entrenador
| Club                         | País | Any         | Càrrec                |
| ---------------------------- | ---- | ----------- | --------------------- |
| Gillingham FC                |      | 1975 - 1981 | Segon entrenador      |
| Manchester United FC         |      | 1989 - 1995 | Entrenador de porters |
| Selecció de futbol d'Escòcia |      | 1993 - 2000 | Entrenador de porters |
| Rangers FC                   |      | 1995 - 2001 | Entrenador de porters |
| Coventry City FC             |      | 2002 - 2004 | Entrenador de porters |
| Rushden & Diamonds FC        |      | 2004 - 2005 | Entrenador de porters |
| Oxford United FC             |      | 2006 - 2012 | Entrenador de porters |

## Distincions honorífiques
- Membre de l'Ordre de l'Imperi Britànic (2008).